# Culicoides montanus
Culicoides montanus är en tvåvingeart som beskrevs av Shakirzyanova 1962. Culicoides montanus ingår i släktet Culicoides och familjen svidknott. Inga underarter finns listade i Catalogue of Life.